# Todd Karns
Roscoe Todd Karns (* 15. Januar 1921 in Hollywood, Kalifornien; † 5. Februar 2000 in Ajijic, Jalisco, Mexiko) war ein US-amerikanischer Schauspieler.

## Leben und Karriere
Roscoe Todd Karns wurde als eines von zwei Kindern des Schauspielers Roscoe Karns und seiner Ehefrau Mary M. Fraso geboren. Um sich von dem Namen seines bekannten Vaters abzugrenzen, ließ Roscoe Todd Karns seinen ersten Vornamen wegfallen, als er selbst eine Schauspielkarriere anstrebte. Anfang der 1940er-Jahre war er in der Rolle des Harry Land an der Seite von Mickey Rooney in der populären Andy Hardy-Filmreihe erstmals im Kino zu sehen. Allerdings wurde Karns’ Filmkarriere nach nur drei Filmen bereits von seinem Einsatz im Zweiten Weltkrieg bei den United States Army Air Corps unterbrochen. 1946 heiratete er Katherine Karns, mit der er bis zu seinem Tod verheiratet blieb.
Sein erster Film nach Kriegsende war Ist das Leben nicht schön? (1946), in dem er in seiner heute wahrscheinlich bekanntesten Rolle James Stewarts jüngeren Bruder Harry Bailey verkörperte. Der spätere Filmklassiker erwies sich allerdings damals an den Kinokassen als Flop und brachte Karns daher keinerlei Karriereschub. Stattdessen musste er sich in den folgenden Jahren in Kinofilmen meistens mit kleineren Nebenrollen begnügen, darunter in Die Caine war ihr Schicksal (1954). Im Fernsehen kam er dagegen ab Ende der 1940er-Jahre zu ein paar nennenswerten Rollen, so als männlicher Hauptdarsteller in Jackson and Jill, einer der ersten Sitcoms der amerikanischen Fernsehgeschichte. In den 1950er-Jahren spielte den Sidekick seines Vaters in der Detektivserie Rocky King, Inside Detective.
Bereits Mitte der 1950er-Jahre zog sich Karns aus dem Film- und Fernsehgeschäft zurück. 1971 zog er mit seiner Ehefrau und ihren drei Kindern nach Mexiko, wo er das englischsprachige Theater „The Lakeside Little Theater“ öffnete. Er arbeitete dort als Theaterproduzent und Regisseur, bis er im Februar 2000 im Alter von 79 Jahren an Krebs starb.

## Filmografie (Auswahl)
- 1941: Andy Hardy’s Private Secretary
- 1942: The Courtship of Andy Hardy
- 1946: Ist das Leben nicht schön? (It’s a Wonderful Life)
- 1948: Der beste Mann der Stadt (Good Sam)
- 1949: Angst vor der Schande (My Foolish Heart)
- 1949–1953: Jackson and Jill (Fernsehserie, wöchentliche Sitcom)
- 1950: The Magnificent Yankee
- 1950: Tanzen ist unser Leben – Let’s Dance (Let’s Dance)
- 1951: Die rote Tapferkeitsmedaille (The Red Badge of Courage)
- 1951: Trommeln im tiefen Süden (Drums in the Deep South)
- 1952: My Son John
- 1952: Meuterei auf dem Piratenschiff (Mutiny)
- 1952: Schlachtzone Pazifik (Battle Zone)
- 1952: Sturmgeschwader Komet (Flat Top)
- 1953: Invasion vom Mars (Invaders from Mars)
- 1953–1954: Inside Detective (Fernsehserie, 249 Folgen)
- 1954: Die Caine war ihr Schicksal (The Caine Mutiny)